# Austre Steinsundholmen
Austre Steinsundholmen est une île dans le landskap Sunnhordland du comté de Vestland. Elle appartient administrativement à Øygarden.

## Géographie
Rocheuse et couverte d'une légère végétation, à l'est de Vestre Steinsundholmen, elle s'étend sur environ 262 m de longueur pour une largeur approximative de 143 m.